# Turlough O'Hare
Turlough O'Hare (Victoria, 16 de julio de 1969) es un deportista canadiense que compitió en natación. Ganó cinco medallas en el Campeonato Pan-Pacífico de Natación entre los años 1987 y 1991.

## Palmarés internacional
| Campeonato Pan-Pacífico | Campeonato Pan-Pacífico | Campeonato Pan-Pacífico | Campeonato Pan-Pacífico |
| Año                     | Lugar                   | Medalla                 | Prueba                  |
| ----------------------- | ----------------------- | ----------------------- | ----------------------- |
| 1987                    | Brisbane (Australia)    | Medalla de bronce       | 4 × 200 m libre         |
| 1989                    | Tokio (Japón)           | Medalla de oro          | 400 m libre             |
| 1989                    | Tokio (Japón)           | Medalla de plata        | 4 × 200 m libre         |
| 1989                    | Tokio (Japón)           | Medalla de bronce       | 200 m libre             |
| 1991                    | Edmonton (Canadá)       | Medalla de bronce       | 4 × 200 m libre         |